# Манастир Капса
Манастир Капса (грч. Μονή Καψά) је источни православни манастир који се налази на југоисточној обали Крита, између села Макригиалос и Ситија на западу Гоудоураса и Јерапетра на истоку. Изграђен је на стрмој, каменитој планини близу клисуре Периволакије, са које се пружа поглед на Либијско море.

## Историја
Манастир Капса је највероватније основан у 15. веку, мада се не зна тачан датум његовог оснивања. Године 1471. оcмански гусари су извршили рацију по манастиру и уништили велики део. Године 1841. обновио га је монах који је провео последње године у оближњој пећини. Мони Капса је метох манастира Топлоу. Током окупације Крита, манастир је често пружао уточиште грчким партизанима и савезничким војницима.

## Архитектура
Главни објекат је два једнобродa, црква посвећена Светом Јовану Крститељу.

## Тренутни статус
Данас Капса функционише као мушки манастир.
- Галерија слика